# Макнамара, Джон (учёный)
Джон М. Макнамара (John M. McNamara) — британский математик, математический биолог, поведенческий эколог и эволюционист.
Доктор философии, эмерит-профессор Бристольского университета, член Лондонского королевского общества (2012). Известен как один из основоположников теоретической поведенческой и эволюционной биологии, специалист по эволюционной теории игр.
Окончил Оксфорд по математике. Получил степень магистра астрономии в Сассексе. Затем возвратился в Оксфорд за степенью доктора философии по астрофизике — первоначально под началом доктора Денниса Сиамы, затем профессора Роджера Пенроуза. После чего вновь в Сассексе — постдоком. Занимался в области теории вероятностей. Ещё в PhD-студенчестве заинтересовался эволюционной биологией; начнет сотрудничать с Alasdair Houston. В настоящее время профессор математики и биологии Бристольского университета и директор университетского исследовательского центра поведенческой биологии.
Автор «Game Theory in Biology».

## Награды и отличия
- International Society for Behavioral Ecology WD Hamilton Memorial Lecture (2008, совместно с Alasdair Houston[англ.])[4]
- ASAB Medal[англ.] (2013, совместно с Alasdair Houston[англ.])
- Weldon Memorial Prize[англ.] (2014)
- Frink Medal[англ.] (2018)
- Sewall Wright Award[англ.] (2018)[5]